# Willow Park, Texas
Willow Park är en ort i Parker County i Texas.  Vid 2010 års folkräkning hade Willow Park 3 982 invånare.